# Claustro del monasterio de Santa María de L'Estany
El monasterio de Santa Maria de l’Estany se encuentra en la pequeña localidad catalana de L'Estany, dentro de la comarca del Moyanés (España). Fue declarado Monumento Histórico Artístico en 1931.

## Orígenes del monasterio
Antes de existir el cenobio hubo en este mismo lugar una pequeña iglesia donde el obispo Berenguer Sunifred creó en 1080 una comunidad compuesta por jóvenes canónigos agustinos que fueron secularizados en 1485. El templo de este cenobio fue consagrado en 1133. La comunidad estaba compuesta por el abad, 12 canónigos y 12 sacerdotes beneficiados.

## Arte y arquitectura del claustro

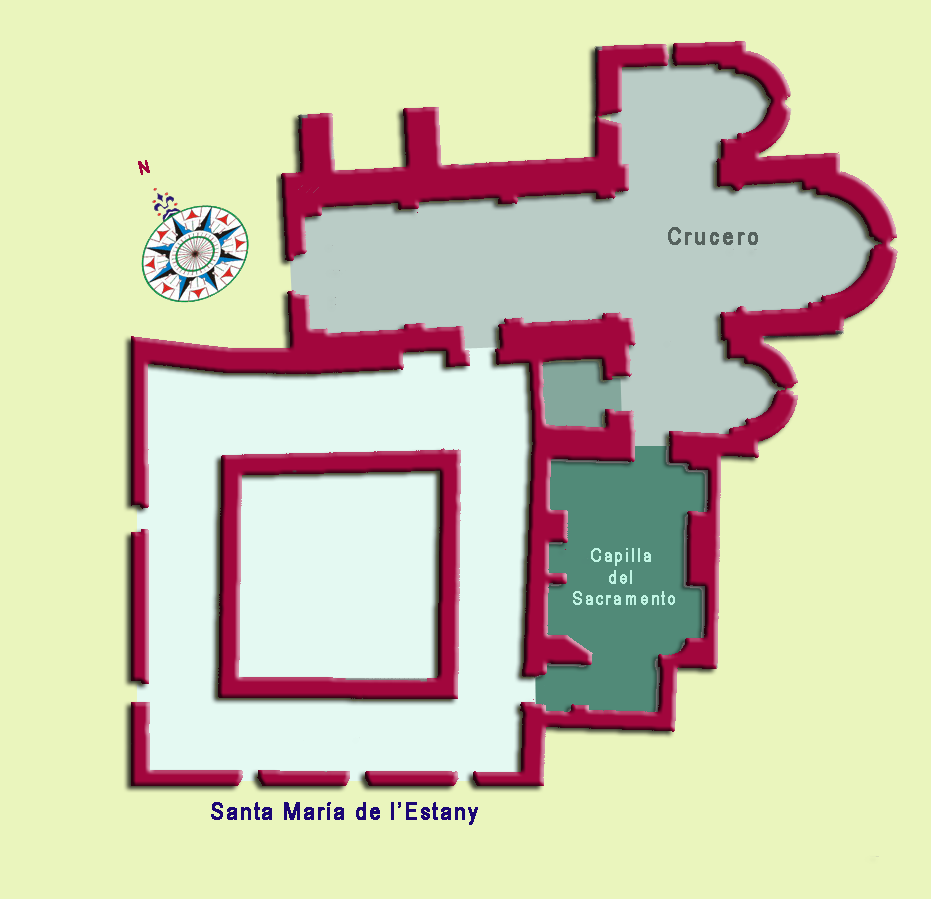

Se comenzó a construir en la primera mitad del siglo XIII. Por el documento que se conserva sobre las procesiones que tenían lugar en el claustro, llamado Liber procesionarias monasteri stagensis (siglo XIV) se puede saber que en 1258 ya se hacían procesiones por él, pero no se especifica la parte que estuviera ya terminada.
Su planta es un cuadrado y en cada una de sus pandas se levantan 10 arcos de medio punto con columnas pareadas y apoyadas sobre un paramento corrido. No tiene pilares en las esquinas sino grupos de cinco fustes, al estilo de Galligants. Las galerías o pandas están cubiertas con una estructura de vigas de madera. Está adosado a la nave sur de la iglesia a la que se comunica por una puerta.
De las dependencias claustrales solo queda visitable la antigua sala capitular que fue convertida en capilla de San Nicolás y más tarde en capilla del Sacramento. Desde esta zona se accede al crucero por una puerta que se abrió en su momento.
La panda norte es la más antigua del claustro; los capiteles fueron esculpidos a finales del siglo XII;  la panda sur es la última que se construyó siendo su labor escultórica de mediados del siglo XIII.

### Capiteles

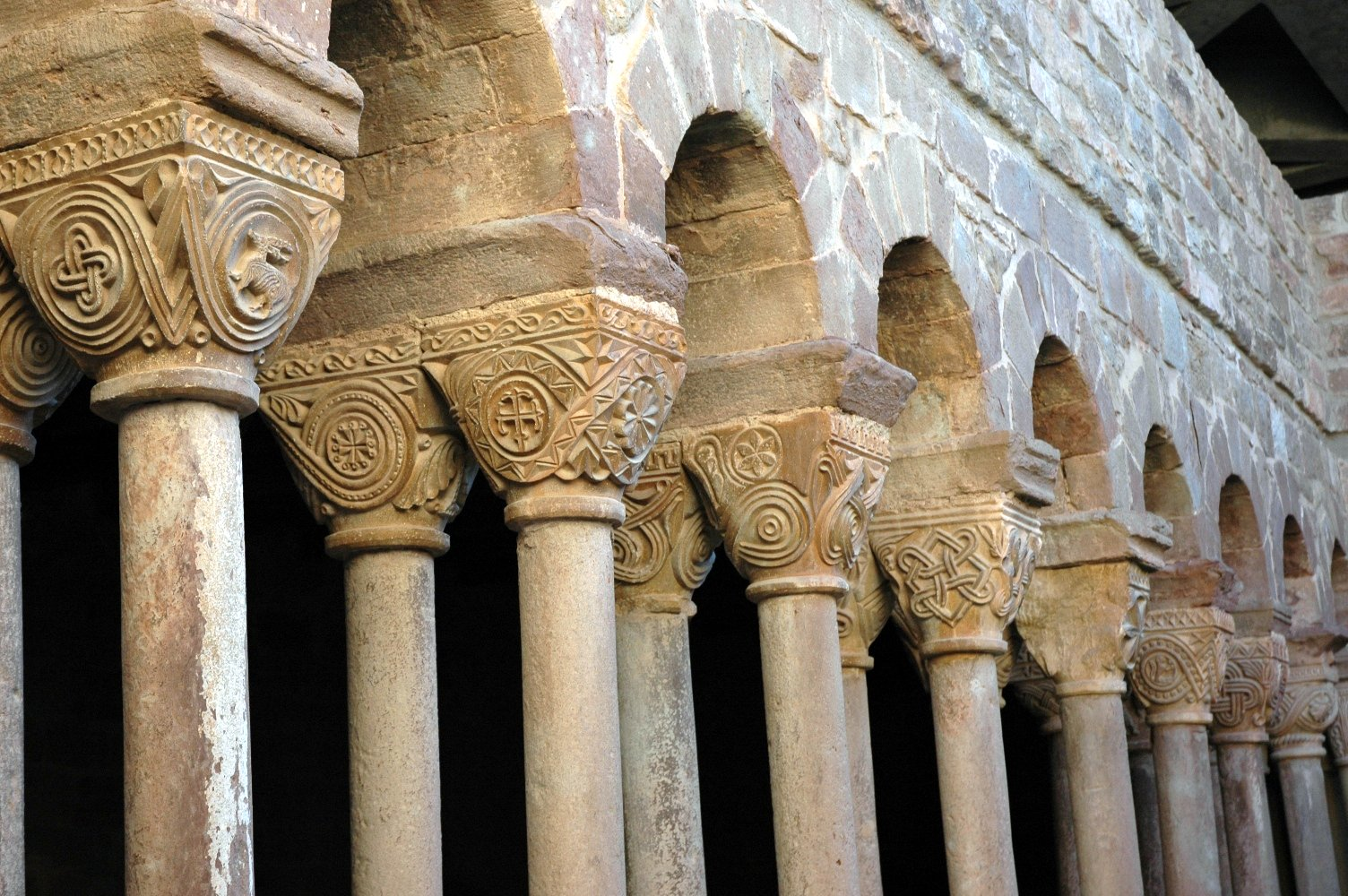
Capiteles con motivos geométricos y vegetales.

Los capiteles de la panda norte presentan temas historiados en la parte interior que da a la galería. Son representaciones de escenas del ciclo mariano y de la infancia y vida pública de Jesús. Entre las escenas de María se encuentra un capitel (el n.º 3) con la presentación de María en el templo episodio descrito en el Protoevangelio de Santiago (VII, 1-3) y en el Evangelio del pseudo-Mateo  (IV, 5). Este tema es insólito en el románico de Cataluña, hasta la fecha de este capitel. Entre los argumentos marianos se ven escenas de la Anunciación, Natividad, Epifanía. Dentro del ciclo de la vida de Jesús están los capiteles con las Bodas de Caná, la Última Cena y Crucifixión. Hay otro con el tema de Adán y Eva y otro con San Miguel pesando las almas. Los capiteles exteriores presentan temas con ornamentación vegetal y animal, con grifos y leones.
Los capiteles de la panda este presentan perfiles troncocónicos y temas tanto profanos como religiosos. Hay (entre otros temas) otra Anunciación (menos elaborada que la de la panda norte) y un Tetramorfos rodeado por un círculo perlado. Muchos de los motivos están inspirados en la industria textil y de cerámica. Entre los temas profanos se encuentra el capitel de la danza, la matanza del cerdo y escenas con diablos. Es famoso el capitel en que está esculpida una mujer que se deleita con su cabello (referencia a la lujuria) en brazos de su amante. En esta galería también hay capiteles con temas vegetales y animales (aves, leones, águilas).

Los capiteles de la panda oeste presentan ábacos de tres dados. Se suceden escenas historiadas de todo tipo: vida campesina, caza, etc. Motivos vegetales, animales y heráldicos. Grifos, palmetas y sirenas tocando el olifante.
Los capiteles de la panda sur son los más modernos del claustro. Casi todos están decorados con motivos vegetales y geométricos, de factura fina y bien trabajada. Hay un capitel historiado representando a un obispo que consagra un templo y otro con un caballero que porta un escudo en que se ve la heráldica de la familia Cardona. Un tercero representa un ave rapaz atacando a una oveja.